# Кнеллер, Готфрид
Сэр Го́тфрид Кне́ллер (правильнее Кни́ллер), Го́дфри Не́ллер (нем. Gottfried Kniller, англ. Godfrey Kneller; 8 августа 1646, Любек, Священная Римская империя — 19 октября 1723, Лондон, Королевство Великобритания) — немецкий и английский живописец, один из крупнейших портретистов позднего барокко, создавший обширную галерею изображений царственных особ, знати, учёных и творческих деятелей последней трети XVII — первой трети XVIII века. С 1688 года Кнеллер — Первый ординарный живописец (Principal Painter in Ordinary) английского и британского королевских дворов; основатель (в 1711) и руководитель (1711–1716) первой в Великобритании художественной школы, известной под его именем: Академии Кнеллера. Был пожалован рыцарством штатгальтером Нидерландов и королём Англии Вильгельмом III Оранским (в 1692), произведён в баронеты курфюрстом Ганновера и королём Великобритании Георгом I (в 1715).

## Биография
Готфрид Кнеллер родился 8 августа 1646 года в северогерманском городе Любеке, в семье живописца-портретиста Захариаса Книллера (Zacharias Kniller). Изучал математику в Лейдене, затем учился живописи в Голландии, у Фердинанда Бола и Рембрандта в Амстердаме. Его младший брат Андреас Кнеллер позднее стал композитором.
В начале 1670-х годов Готфрид путешествовал со вторым братом Иоганном Захариасом Кнеллером (1644—1702), художником-орнаменталистом, в Рим и Венецию, изучал произведения Тициана и Тинторетто, работал в мастерской Карло Маратты. Затем переехал в Гамбург. После смерти отца в 1676 году эмигрировал в Великобританию.
Поселившись в Лондоне, Готфрид Кнеллер почти полностью сосредоточился на портретной живописи. До конца своей жизни он состоял королевским придворным живописцем и выполнял заказы, во множестве поступавшие к нему от представителей английской аристократии. В духе предприимчивости он основал мастерскую, которая выпускала портреты почти в промышленных масштабах, полагаясь на краткий предварительный набросок модели с деталями, сделанным мастером и добавленным к шаблонному образцу, чему способствовала мода джентльменов носить полные парики. Детали дописывали его ученики и помощники. Портреты мастерской Кнеллера установили образец, которому следовали другие художники вплоть до Уильяма Хогарта и Джошуа Рейнольдса.
Когда сэр Питер Лели умер в 1680 году, король Карл II назначил Кнеллера первым живописцем двора. Большой успех имели его портреты десяти красавиц двора Вильгельма III, созданные в подражание аналогичной серии его предшественника Лели. Для зала заседаний клуба партии виги «Кит-Кэт» (Kit-Cat Club) Кнеллер в течение почти двадцати лет писал портреты красавиц (всего он создал сорок восемь портретов), причём такого размера, чтобы они вписывались в пропорции комнаты, выстроенной специально для собраний членов клуба. С тех пор любой портрет размером чуть меньше поясного называется в Англии «кит-кэт».
В 1690-х годах Кнеллер написал серию портретов «Красавиц Хэмптон-Корта» (Hampton Court Beauties), изображая самых гламурных фрейлин Королевского двора. За эту работу в 1692 году художник получил от короля Вильгельма III рыцарское звание. В 1695 году Готфрид Кнеллер получил в присутствии короля степень почётного доктора права Оксфордского университета. В 1700 году императором Леопольдом I он был удостоен звания рыцаря Священной Римской империи.
С 1711 по 1716 год Кнеллер был главой «Академии живописи и рисунка Кнеллера» (Kneller Academy of Painting and Drawing) на Грейт-Квин-стрит в Лондоне, среди директоров-основателей которой были такие художники, как Джеймс Гиббс и Джеймс Торнхилл.
Во время первого путешествия русского царя Петра I в 1698 году за границу в Утрехте знаменитый Кнеллер написал его портрет, не раз воспроизвёденный в гравюрах (оригинал находится во дворце Хэмптон-корт близ Лондона; копии Белли — в Санкт-Петербургском Эрмитаже). Это один из самых романтичных портретов молодого русского царя. В Эрмитаже также имеются и другие образцы работ этого художника: портреты философа Локка, стольника П. И. Потёмкина, английского резчика и скульптора Г. Гиббонса.
Король Великобритании Георг I сделал художника потомственным баронетом из Уиттона в графстве Миддлсекс 24 мая 1715 года. 23 января 1704 года Готфрид Кнеллер женился на вдове Сюзанне Грейв в церкви Святой Бригитты (St Bride’s Church) в Лондоне. Невеста была дочерью преподобного Джона Коули, архидьякона Линкольна и старосты прихода. В семье не было детей.
Кнеллер скончался от лихорадки 19 октября 1723 года и был похоронен в лондонской церкви Святой Марии в Твикнеме (St Mary’s, Twickenham), в западном предместье Лондона. Эпитафия в Вестминстерском аббатстве увековечивает его память — единственная эпитафия художника в этой церкви.
На месте дома, построенного Кнеллером в 1709 году в Уиттоне, недалеко от Твикнема, в середине XIX века разместился Кнеллер-холл, где помещалась Королевская военная музыкальная школа.
Учениками Кнеллера были Фридрих Вильгельм Вейдеман, придворный художник прусского принца, а затем короля Фридриха Вильгельма I, и его двоюродный брат Карл Эмиль Вейдеман, придворный художник прусской королевы Софии Доротеи.

## Галерея
- Портрет царя Петра I. 1698. Холст, масло. Королевская коллекция, Хэмптон-корт
- Исаак Ньютон. 1689. Холст, масло. Кембриджский университет
- Русский посол Пётр Потёмкин. 1682. Холст, масло. Государственный Эрмитаж, Санкт-Петербург
- Джон Локк. 1697. Холст, масло. Государственный Эрмитаж, Санкт-Петербург
- Принц Уильям Датский. Ок. 1700 г. Холст, масло. Национальный фонд Великобритании
- Вильгельм III Оранский. Ок. 1690 г. Холст, масло. Музей Резиденции. Целле, Нижняя Саксония
- Портрет архитектора Джона Ванбру для клуба «Кит-Кэт». 1700-е гг. Холст, масло. Национальная портретная галерея, Лондон
- Портрет Ральфа Батерста, президента Тринити-колледжа. 1694. Холст, масло. Тринити-колледж, Оксфорд